# さよならのかけら
『さよならのかけら』は、小松未歩の7枚目のシングル。1999年3月3日にAmemura O-town Record/Spoonfulより発売された。規格品番はAOCS-1004。

## 背景
Amemura O-town Recordからの最後の作品であり、自身初のマキシシングルでの作品。もともとは8cmCDとして発売する予定（当初の規格品番はAODS-1008）であったが形態が変更された。

## 制作

### さよならのかけら
小松が初めてプロデュースを担当した作品であり、出会いの大切さと別れの必然性をコンセプトにしている。仮歌の仕様で本人は歌詞を書き直すつもりであったが、急遽リリースが決定してしまったことで暗い歌詞のままになってしまったという。

### BOY FRIEND
もともと2ndアルバム『小松未歩 2nd〜未来〜』に収録予定であったが見送られ、この作品で音源化が実現した。

## 記録
オリコン最高位17位にチャートインし、累計売上枚数は5万枚を記録している。

## 収録曲
| 全作詞・作曲: 小松未歩、全編曲: 古井弘人。 |                                        |          |            |      |
| #                                          | タイトル                               | 作詞     | 作曲・編曲 | 時間 |
| 1.                                         | 「さよならのかけら」                   | 小松未歩 | 小松未歩   | 4:18 |
| 2.                                         | 「BOY FRIEND」                         | 小松未歩 | 小松未歩   | 4:16 |
| 3.                                         | 「さよならのかけら」(original karaoke) | 小松未歩 | 小松未歩   | 4:18 |
| 4.                                         | 「BOY FRIEND」(original karaoke)       | 小松未歩 | 小松未歩   | 4:16 |
| 合計時間:                                  | 合計時間:                              | 17:08    |            |      |

## 収録アルバム
- 『小松未歩 3rd〜everywhere〜』(#1,2)
- 『lyrics』(#2)
- 『小松未歩 ベスト 〜once more〜』(#1)

### リミックス
- 『WONDERFUL WORLD 〜SINGLE REMIXES & MORE〜』(#1) ※『さよならのかけら <shooting star mix>』

## タイアップ
- テレビ朝日系列情報バラエティ番組『PAKU2グルメんぼ』エンディングテーマ (#1)